# Syncom 2
Syncom 2  fue el segundo satélite artificial de comunicaciones geosíncronas, lanzado el 26 de julio de 1963 por un cohete Delta desde Cabo Cañaveral, Florida. Fue el primer satélite en orbitar la Tierra en una órbita geosíncrona, lo que significa que giraba a la misma velocidad que la Tierra, y por lo tanto aparecía en el mismo punto del cielo en todo momento. Esto hizo posible que Syncom 2 se utilizara para comunicaciones telefónicas y de televisión entre Estados Unidos y Europa.
Syncom 2 fue un gran éxito, y demostró que los satélites de comunicaciones geosíncronas eran viables. Esto condujo al desarrollo de una serie de otros satélites de comunicaciones geosíncronas, que finalmente condujeron a la era de la comunicación por satélite que conocemos hoy en día.
Syncom 2 fue operado por la NASA y la empresa Hughes Aircraft Company. Pesaba 1.200 libras (540 kg) y tenía un diámetro de 4,5 pies (1,4 m). Estaba equipado con cuatro transmisores de televisión, cuatro transmisores de radioteléfono y cuatro antenas.
Syncom 2 operó durante más de dos años, y finalmente se retiró en 1965. Fue un hito importante en el desarrollo de los satélites de comunicaciones, y ayudó a allanar el camino para la era de la comunicación por satélite que conocemos hoy en día.